# 22e division SS Maria Theresia
Pour les articles homonymes, voir 22e division.
La 22e division SS « Maria Theresia » (SS-Freiwilligen Kavalerie-Division était une division de cavalerie de la Waffen-SS durant la Seconde Guerre mondiale.

## Désignations successives
- Mai 1944 : SS-Freiwilligen Kavalerie-Division
- Juillet 1944 : SS-Division Ungarn
- Septembre 1944 : 22e SS-Freiwilligen-Kavallerie-Division Maria Theresia

## Commandants
- SS-Brigadeführer August Zehender  (21 avril 1944 - 11 février 1945)

## Ordre de bataille

### Ordre de bataille (janvier 1945)
- 52nd SS Régiment de Cavalerie
- 53rd SS Régiment de Cavalerie
- 54th SS Régiment de Cavalerie
- 17th SS Régiment de Cavalerie
- 22nd SS Régiment d'artillerie
- 22nd SS Panzer Bataillon de Reconnaissance
- 22nd SS Panzer Bataillon de Jäger
- 22nd SS Bataillon de Pionnier
- 22nd SS Nachrichten Battalion
- 22nd SS Division Nachschubtruppen
- 22nd SS Verwaltungstruppen Battalion
- 22nd SS Sanitäts Battalion

## Terrains d'opérations
Région du Pripet (G.A.Centre). Hongrie. Secteur de Miskolc, octobre 1944 (VIIIeArmée). Encerclée dans Budapest, assiégée du 22 décembre 1944 au 13 février 1945, certains de ses éléments tentent une vaine percée.

## Origine du nom
En l’honneur de l’impératrice Marie-Thérèse de Habsbourg qui fut sauvée par les Hongrois lors de la Guerre de Succession d’Autriche (1740-1748).

## Emblème
Le bleuet de montagne, fleur préférée de l’impératrice.